# Eduard Roschmann
 (juin 2025).
Si vous disposez d'ouvrages ou d'articles de référence ou si vous connaissez des sites web de qualité traitant du thème abordé ici, merci de compléter l'article en donnant les références utiles à sa vérifiabilité et en les liant à la section « Notes et références ».
Eduard Roschmann, alias F(r)ederico Wegener et le boucher de Riga (né le 25 novembre 1908 à Graz (Autriche-Hongrie) et mort le 8 août 1977 à Asuncion (Paraguay)), est un avocat autrichien. Il a commandé le ghetto de Riga et le camp de concentration de Riga-Kaiserwald.
En 1938, il rentre au parti nazi et progresse dans la SS jusqu'à devenir Hauptsturmführer (capitaine).
À partir de janvier 1941, Roschmann travaille à l'Office central de la sécurité du Reich dans le Service de sécurité, puis au Département IV (Gestapo) auprès du commandant de la police de sécurité et du service de sécurité en Lettonie.
Alors qu'il commande le camp de concentration de Riga-Kaiserwald, il est surnommé le « boucher de Riga ».
Par peur du front soviétique qui se rapproche, les dirigeants SS du camp fuient en octobre 1944 par mer vers Dantzig, alors plus sûre, avec plusieurs milliers de prisonniers, dont beaucoup ne survivent pas au voyage. De là, Roschmann se dirige avec d'autres SS vers le sud de l'Allemagne en direction de la frontière autrichienne. Il troque alors son uniforme SS contre un uniforme de la Wehrmacht. Il se cache ensuite chez d'anciens amis dans les environs de Graz jusqu'à la mi-1945. 
Détenu ensuite comme prisonnier de guerre puis libéré en 1947, Roschmann rend visite à sa femme à Graz. Reconnu par d'anciens détenus du camp, il est arrêté par la police militaire britannique mais il réussit à fuir pendant son transfert au camp de prisonniers militaires de Dachau. Il se rend alors en Italie via l'Autriche, puis obtient en 1948 un nouveau passeport grâce à la Croix-Rouge au nom de Federico Wegener. Il réussit à fuir de Gênes en Argentine.
Roschmann fonde en Argentine une entreprise d'import-export de bois. Il se marie (bien qu'il n'ait pas divorcé de sa première femme). Roschmann obtient en 1968 la nationalité argentine. 
En juillet 1977, un mandat d'arrêt argentin est délivré contre lui sur la base d'une requête du tribunal de Hambourg. Roschmann réussit à fuir au Paraguay, où il meurt le 8 août à Asuncion.
Il est un des personnages principaux du roman de Frederick Forsyth, Le Dossier Odessa, paru en 1972 au Mercure de France ainsi que du film Le Dossier Odessa de 1974 avec Jon Voight dans le rôle de Peter Miller et Maximilian Schell dans le rôle de Roschmann.